# Zeuxine samoensis
Zeuxine samoensis är en orkidéart som beskrevs av Rudolf Schlechter. Zeuxine samoensis ingår i släktet Zeuxine och familjen orkidéer. Inga underarter finns listade i Catalogue of Life.